# Trichteralge
Die Trichteralge (Padina pavonica) ist eine fächerförmige Braunalge mit konzentrischen Ringen. Beheimatet ist diese leicht zu erkennende Alge in fast allen Meeren.

## Beschreibung
Die Trichteralge ist mit einem Haftorgan (Rhizoid) an Steinen befestigt. Der oliv-braune bis weißlich-graubraune Thallus verbreitert sich aus einer stielartigen Basis zu einem fächerförmigen, blattartigen Lappen. Dieser weist parallel zur Oberkante konzentrische weiße Ringe auf, die durch Kalk-Einlagerung bewirkt werden. Die Thalluslappen sind mehr oder weniger tütenartig eingerollt, am oberen Rand sind sie oft geteilt oder radial eingerissen. Der obere Saum ist zurückgerollt und gewimpert. Der Thallus erreicht 2–15 (selten bis 20) cm Länge.

## Vorkommen
Die Trichteralge wächst knapp unterhalb der Wasseroberfläche an sturmgeschützten Meeresküsten und kann bis in 20 m Wassertiefe vordringen. Sie ist weit verbreitet: Im Nordost-Atlantik von Irland bis zu den Kanarischen Inseln und Westafrika, im Mittelmeer, in der Karibik, im Pazifik (Philippinen, Pazifische Inseln) sowie im Indischen Ozean.

## Systematik
Die Erstbeschreibung der Trichteralge erfolgte 1753 durch Carl von Linné unter dem Namen Fucus pavonicus. Francesca Thivy stellte die Art 1960 in die Gattung Padina. Es ist die Typusart dieser Gattung. Weitere Synonyme sind Ulva pavonia (L.) L., Dictyota pavonia (L.) Lamouroux, Padina pavonia (L.) J. V. Lamouroux, Zonaria pavonia C. Agardh sowie Padina mediterranea Bory de Saint-Vincent.

## Belege
1. 1 2  Wolfram Braune: Meeresalgen. Ein Farbbildführer zu den verbreiteten benthischen Grün-, Braun- und Rotalgen der Weltmeere. Ruggell: Gantner, 2008, ISBN 978-3-906166-69-8, S. 136.
2. ↑  Michael D. Guiry, G.M. Guiry: Padina pavonica In: Algaebase – World-wide electronic publication, National University of Ireland, Galway, abgerufen am 5. Mai 2014.